# Övre Härbergsvattnet
Övre Härbergsvattnet är en sjö i Strömsunds kommun i Jämtland och ingår i Ångermanälvens huvudavrinningsområde. Sjön har en area på 1,28 kvadratkilometer och ligger 499,1 meter över havet. Övre Härbergsvattnet ligger i Frostvikenfjällen Natura 2000-område. Sjön avvattnas av vattendraget Sjoutälven.

## Delavrinningsområde
Övre Härbergsvattnet ingår i det delavrinningsområde (717935-144429) som SMHI kallar för Utloppet av Nedre Härbergsvattnet. Medelhöjden är 715 meter över havet och ytan är 15,35 kvadratkilometer. Räknas de 16 avrinningsområdena uppströms in blir den ackumulerade arean 90,58 kvadratkilometer. Sjoutälven som avvattnar avrinningsområdet har biflödesordning 3, vilket innebär att vattnet flödar genom totalt 3 vattendrag innan det når havet efter 300 kilometer. Avrinningsområdet består mestadels av skog (50 procent) och kalfjäll (42 procent). Avrinningsområdet har 1,3 kvadratkilometer vattenytor vilket ger det en sjöprocent på 8,5 procent.